# Africa (Toto-Lied)
Africa ist ein Song der US-amerikanischen Rockband Toto aus dem Jahr 1982. Der Text stammt von dem Keyboarder David Paich, die Musik von Paich und dem Schlagzeuger Jeff Porcaro. Das Stück wurde in den
US-amerikanischen Billboard-Charts ein Nummer-eins-Hit.

## Entstehung
Das Lied war der zweite Song, den die Band für das Album Toto IV aufnahm. Inspiriert wurde der Toto-Keyboarder David Paich durch die Werbung von UNICEF, in der hungernde Kinder in Afrika gezeigt wurden. Mit dem Lied wollte er Aufmerksamkeit für deren Schicksal erregen. Die Melodie schrieb Paich innerhalb von zehn Minuten am Klavier in seinem Wohnzimmer. Am Liedtext arbeitete er sechs Monate und stellte das Gerüst des Stücks Jeff Porcaro vor.
Paichs Idee war, dass afrikanische Schlaginstrumente zentrales Element des Liedes werden sollten. Porcaro und der Perkussionist Lenny Castro nahmen unter anderem mit Marimbas, Congas und einem Holzxylophon ein fünfminütiges Band des Grundrhythmus auf, aus dem sie dann die nach ihrer Meinung gelungensten Teile mittels Loops zu einem rund sechsminütigen Basistrack zusammenfügten. Im Tonstudio wurden die übrigen Instrumente eingespielt und overdubt. Leadsänger Paich, Bobby Kimball und Steve Lukather sangen die Harmonien im Refrain, zum Schluss im Gegengesang ergänzt durch eine hohe Stimme von Timothy B. Schmit und den Textzeilen „I bless the rain“ und „Gonna take the time“.
Einige Mitglieder der Band standen Africa während der Aufnahmen sehr skeptisch gegenüber und wollten lieber intensiver an Rosanna und anderen Kompositionen arbeiten. Insbesondere Lukather lehnte den Song anfangs als „dumm“ ab und musste von Paich zur Mitwirkung überredet werden.

## Kommerzieller Erfolg

### Chartplatzierungen
Der Song wurde 1982 auf dem Album Toto IV veröffentlicht und erreichte hohe Chartplatzierungen, unter anderem im Februar 1983 Platz eins der US-amerikanischen Billboard-Charts (der einzige Nummer-1-Hit von Toto in den USA) und Platz drei der britischen Singlecharts.
| ChartsChartplatzierungen       | Höchstplatzierung | Wochen |
| ------------------------------ | ----------------- | ------ |
| Deutschland (GfK)              | 14 (23 Wo.)       | 23     |
| Österreich (Ö3)                | 7 (10 Wo.)        | 10     |
| Schweiz (IFPI)                 | 6 (… Wo.)         | …      |
| Vereinigte Staaten (Billboard) | 1 (21 Wo.)        | 21     |
| Vereinigtes Königreich (OCC)   | 3 (12 Wo.)        | 12     |

| ChartsJahrescharts (1982)      | Platzierung |
| ------------------------------ | ----------- |
| Vereinigte Staaten (Billboard) | 24          |

### Auszeichnungen für Musikverkäufe
| Land/Region                  | Auszeichnungen für Musikverkäufe (Land/Region, Auszeichnung, Verkäufe) | Verkäufe   |
| ---------------------------- | ---------------------------------------------------------------------- | ---------- |
| Australien (ARIA)            | 14× Platin                                                             | 980.000    |
| Dänemark (IFPI)              | 3× Platin                                                              | 270.000    |
| Deutschland (BVMI)           | 3× Gold                                                                | 750.000    |
| Italien (FIMI)               | 2× Platin                                                              | 140.000    |
| Kanada (MC)                  | Gold                                                                   | 50.000     |
| Neuseeland (RMNZ)            | 9× Platin                                                              | 270.000    |
| Spanien (Promusicae)         | 2× Platin                                                              | 120.000    |
| Vereinigte Staaten (RIAA)    | Diamant                                                                | 10.000.000 |
| Vereinigtes Königreich (BPI) | 5× Platin                                                              | 3.000.000  |
| Insgesamt                    | 4× Gold · 36× Platin · 1× Diamant ·                                    | 15.580.000 |

## Weezer-Version
Im Mai 2018 coverten Weezer das Lied nach einer von Fans initiierten Social-Media-Kampagne. Aufgrund des anhaltenden Erfolgs dieser Coverversion drehten Weezer später ein Musikvideo mit dem Künstler Weird Al' Yankovic.
Chartplatzierungen
| ChartsChartplatzierungen       | Höchstplatzierung | Wochen |
| ------------------------------ | ----------------- | ------ |
| Vereinigte Staaten (Billboard) | 51 (15 Wo.)       | 15     |

Auszeichnungen für Musikverkäufe

| Land/Region               | Auszeichnungen für Musikverkäufe (Land/Region, Auszeichnung, Verkäufe) | Verkäufe |
| ------------------------- | ---------------------------------------------------------------------- | -------- |
| Vereinigte Staaten (RIAA) | Gold                                                                   | 500.000  |
| Insgesamt                 | 1× Gold ·                                                              | 500.000  |

## Coverversionen
- 2003 veröffentlichte der US-amerikanische Rapper Ja Rule die Single Reign, deren Musik auf einem Sample von Africa basiert.
- Eine 2013 auf YouTube veröffentlichte Coverversion des Laienchors Angel City Chorale aus Los Angeles hatte bis November 2023 24 Mio. Zugriffe.[22]
- Im August 2017 veröffentlichte Leo Moracchioli eine Metal-Version von Africa.[23]

## Trivia
2019 verwendete der namibisch-deutsche Künstler Max Siedentopf den Song für eine „unendliche Installation“ in der Wüste Namib. Dort wird Africa von einer solarbetriebenen Anlage dauerhaft gespielt.